# Zumatrichia angulata
Zumatrichia angulata är en nattsländeart som beskrevs av Oliver S. Flint Jr. 1970. Zumatrichia angulata ingår i släktet Zumatrichia och familjen smånattsländor. Inga underarter finns listade i Catalogue of Life.